# Chiloglanis trilobatus
Chiloglanis trilobatus es una especie de peces de la familia Mochokidae.

## Morfología
Los machos pueden llegar alcanzar los 5,2 cm de longitud total.

## Hábitat
Es un pez de agua dulce.

## Distribución geográfica
Es endémico de la cuenca del lago Rukwa (Seegers 1996), en Tanzania.